# 弗洛里安·格朗博

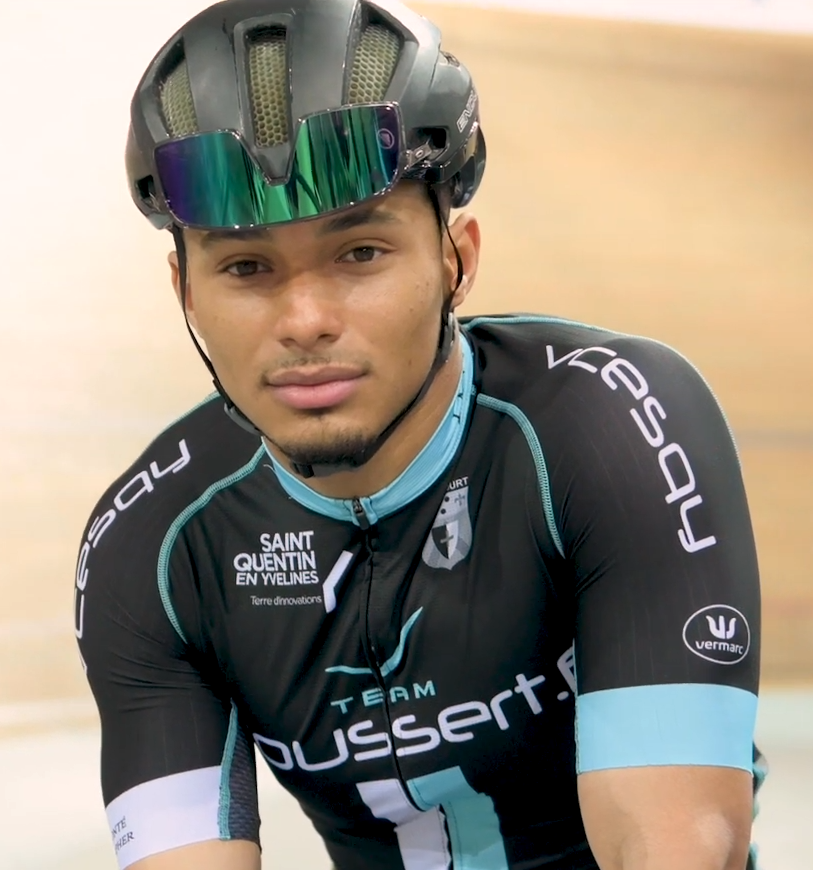
正在骑行的弗洛里安·格朗博

弗洛里安·格朗博（法語：Florian Grengbo，2000年8月23日—），法國單車運動員，他代表法國隊參加了日本舉行的2020年夏季奧林匹克運動會，並且在男子團體爭先賽上獲得銅牌。